# فرودگاه خشم الجبرا
فرودگاه خشم الجبرا (به انگلیسی: Khashm El Girba Airport) یک فرودگاه با کد یاتا GBU است . این فرودگاه در کشور سودان قرار دارد .